# Maurice Sauvé
Maurice Sauvé PC CC (* 20. September 1923 in Montreal, Québec; † 13. April 1992) war ein kanadischer Wirtschaftswissenschaftler und Politiker der Liberalen Partei Kanadas, der Abgeordneter des Unterhauses und Minister war. Seine Ehefrau Jeanne Sauvé war sowohl 1980 erste Frau als Sprecherin des Unterhauses als auch zwischen 1984 und 1990 als erste Frau Generalgouverneurin Kanadas.

## Leben
Nach dem Schulbesuch absolvierte Sauvé ein Studium, das er mit einem Bachelor of Arts (B.A.) beendete. Ein weiteres Studium der Rechtswissenschaften schloss er mit einem Bachelor of Laws ab und erwarb später darüber hinaus einen Doctor of Philosophy (Ph.D.). Danach war er als Wirtschaftswissenschaftler tätig und heiratete 1948 Jeanne Mathilde Benoît, die später selbst erst Abgeordnete und Ministerin wurde sowie darüber hinaus jeweils die erste Frau Kanadas war, die die Ämter der Sprecherin des Unterhauses und der Generalgouverneurin Kanadas war. Zwischen 1949 und 1952 war er Präsident der in London neugegründeten World Assembly of Youth (WAY).
Bei der Unterhauswahl vom 18. Juni 1962 wurde Sauvé als Bewerber der Liberalen Partei erstmals zum Abgeordneten des Unterhauses gewählt und vertrat in diesem den Wahlkreis Îles-de-la-Madeleine. Bei der Unterhauswahl am 25. Juni 1968 kandidierte er im Wahlkreis Saint-Hyacinthe, erlitt dort aber eine Niederlage und schied somit aus dem Unterhaus aus. Zu Beginn seiner Parlamentszugehörigkeit war er zunächst vom 16. Mai bis zum 21. Dezember 1963 Vorsitzender des Sonderausschusses für Verteidigung.
Am 3. Februar 1963 wurde Sauvé von Premierminister Lester Pearson als Forstwirtschaftsminister in die 19. Regierung Kanadas berufen. Danach wurde er im Rahmen einer Kabinettsumbildung am 1. Oktober 1966 Minister für Forstwirtschaft und ländliche Entwicklung und behielt dieses Amt auch in dem von Pearsons Nachfolger Pierre Trudeau am 20. April 1968 20. kanadischen Kabinett. Nachdem er sein Parlamentsmandat verloren hatte, schied er am 5. Juli 1968 auch aus der Regierung aus, da die Verfassung vorsah, das Minister über ein Abgeordnetenmandat verfügen mussten.
Am 14. Mai 1984 wurde Sauvé als Ehemann der neuen Generalgouverneurin zum Companion des Order of Canada ernannt. Als Ehemann der Generalgouverneurin trug er den offiziellen Titel Viceregal Consort of Canada und war darüber hinaus von 1985 bis 1991 Kanzler der Universität Ottawa.